# Санага-Маритим
Санага-Маритим (фр. Sanaga-Maritime) — один из 4 департаментов Прибрежного региона Камеруна. Находится в юго-восточной части региона, занимая площадь в 9311 км².
Административным центром департамента является город Эдеа (фр. Édéa). Омывается Биафрским заливом на юго-западе, граничит с департаментами: Осеан (на юге), Вури (на западе), Нкам (на западе и северо-западе), Мбам и Инубу (на севере и северо-востоке), Лекье (на востоке) и Ньонг и Келле (на юго-востоке).

Департамент Санага-Маритим на карте Прибрежного региона

## Административное деление
Департамент Санага-Маритим подразделяется на 11 коммун:
1. Дизанге (фр. Dizangué)
2. Дибамба (фр. Dibamba)
3. Эдеа (фр. Édéa) (городская коммуна со специальным статусом)
4. Эдеа (фр. Édéa) (сельская коммуна)
5. Массок (фр. Massock)
6. Муанко (фр. Mouanko)
7. Ндом (фр. Ndom)
8. Нгамбе (фр. Ngambe)
9. Нгвей (фр. Ngwei)
10. Ньянон (фр. Nyanon)
11. Пума (фр. Pouma)